# Alonso de Ibáñez
Alonso de Ibáñez is een provincie in het noorden van het departement Potosí in Bolivia. De provincie is vernoemd naar José Alonso de Ibáñez, een verzetsheld uit de Chileense stad Vicuña die in 1617 als een van de eerste de onafhankelijkheid voor de Spaanse kolonies eiste, wat hem zijn kop kostte.

## Geografie
De provincie Alonso de Ibáñez is een van de zestien provincies in het departement. Het strekt zich uit tussen 17° 56' en 18° 20' zuiderbreedte en tussen 66° 10' en 66° 48' westerlengte. De provincie heeft een oppervlakte van 2170 km², ongeveer even groot als de provincie Limburg. De provincie wordt omringd door de departementen Cochabamba (noorden) en Oruro (westen) en door de provincies Rafael Bustillo (zuiden), Charcas (zuidoosten) en Bernardino Bilbao (noordoosten).

## Demografie
Het aantal inwoners van Alonso de Ibáñez is gestegen van 23.512 in 1992 naar 27.755 inwoners in 2001, een stijging van 18%. Hoofdstad van de provincie is Sacaca met 1862 inwoners.

## Bestuurlijke indeling
De provincie is verdeeld in 2 gemeenten:
- Caripuyu
- Sacaca

Alonso de Ibáñez · 
Antonio Quijarro · 
Bernardino Bilbao · 
Charcas · 
Chayanta · 
Cornelio Saavedra · 
Daniel Campos · 
Enrique Baldivieso · 
José María Linares · 
Modesto Omiste · 
Nor Chichas · 
Nor Lípez · 
Rafael Bustillo · 
Sud Chichas · 
Sud Lípez · 
Tomás Frías